# Cryptanura compacta
Cryptanura compacta là một loài tò vò trong họ Ichneumonidae.